# Janowiec (gromada w powiecie żnińskim)
Janowiec – dawna gromada, czyli najmniejsza jednostka podziału terytorialnego Polskiej Rzeczypospolitej Ludowej w latach 1954–1972.
Gromady, z gromadzkimi radami narodowymi (GRN) jako organami władzy najniższego stopnia na wsi, funkcjonowały od reformy reorganizującej administrację wiejską przeprowadzonej jesienią 1954 do momentu ich zniesienia z dniem 1 stycznia 1973, tym samym wypierając organizację gminną w latach 1954–1972.
Gromadę Janowiec z siedzibą GRN w mieście Janowcu (nie wchodzącym w jej skład; obecna nazwa Janowiec Wielkopolski) utworzono – jako jedną z 8759 gromad na obszarze Polski – w powiecie żnińskim w woj. bydgoskim, na mocy uchwały nr 24/19 WRN w Bydgoszczy z dnia 5 października 1954. W skład jednostki weszły obszary dotychczasowych gromad Brudzyń, Włoszanowo i Wybranowo ze zniesionej gminy Janowiec w tymże powiecie. Dla gromady ustalono 15 członków gromadzkiej rady narodowej.
31 grudnia 1959 do gromady Janowiec włączono obszar zniesionej gromady Żerniki, a także wsie Kołdrąb, Posługowo i Posługówko oraz miejscowość Sarbinówko ze zniesionej gromady Kołdrąb, w tymże powiecie.
31 grudnia 1961 do gromady Janowiec włączono obszar zniesionej gromady Gącz w tymże powiecie.
1 stycznia 1969 z gromady Janowiec wyłączono grunty o powierzchni ogólnej 3,00 ha, włączając je do miasta Janowiec w tymże powiecie; do gromady Janowiec z Janowca włączono natomiast grunty rolne o powierzchni ogólnej 907,44 ha.
1 stycznia 1972 do gromady Janowiec włączono sołectwa Chrzanowo, Obiecanowo, Juncewo, Świątkowo i Żużoły ze zniesionej gromady Świątkowo w tymże powiecie.
Gromada przetrwała do końca 1972 roku, czyli do kolejnej reformy gminnej. 1 stycznia 1973 w powiecie żnińskim reaktywowano gminę Janowiec (1 stycznia 1992 zmieniono nazwę gminy na Janowiec Wielkopolski).